# Вулиця Кондрашина
Вулиця Кондрашина — одна із вулиць Одеси, розташована в Київському районі. Названа на честь радянського морського льотчика Андрія Кондрашина. Бере початок від вулиці Штурвальної та закінчується вулицею Чубаївською. Прилучаються вулиці Андрія Музички, Штурвальна, Чубаївська, Петрашевського та провулок Нафтовиків. По фарватеру вулиці проходить свого роду межа забудови: парний бік вулиці забудовано будинками від 2 до 5 поверхів у післявоєнний період; непарний бік — приватний сектор. Парний бік вулиці, за винятком номерів 18 і 20, забудований будинками, що відносяться своїми номерами до Фонтанської дороги. Пов'язано це з тим, що її забудова відбувалася до того, як вулиця отримала ім'я льотчика Андрія Кондрашина.

## Історія
Вулиця Кондрашина названа на честь радянського морського льотчика, капітана Андрія Кузьмича Кондрашина. У 1941 році у складі 40-го бомбардувального авіаполку він воював на боці радянської армії, обороняючи Одесу від військ Третього Рейху. На початку вулиці, з боку вулиці Чубаївської, що примикає, на честь нього встановлено меморіальну дошку.